# Vạn Trinh Nhi
Cung Túc Hoàng quý phi (chữ Hán: 恭肅皇貴妃; 1428 - 1487), hay còn gọi là Vạn Quý phi (萬貴妃), là một phi tần rất được sủng ái của Minh Hiến Tông Thành Hóa Đế triều đại nhà Minh. 
Là phi tần đầu tiên được công nhận ngôi vị Hoàng quý phi trong lịch sử Trung Quốc, Vạn thị được biết đến với sự đắc sủng sinh kiêu, bất chấp lễ nghi, xem thường Hoàng hậu, hãm hại phi tần và tác loạn cung đình. Theo Minh sử, vì hơn Hiến Tông 20 tuổi nên bà mang thai khó khăn, sinh Hoàng trưởng tử bị chết yểu, từ đó mất khả năng sinh dục và đố kị phi tần mang thai hoặc sinh hoàng tự, dẫn đến cuộc thanh trừng, hại chết nhiều long thai và hoàng tử trong suốt thời gian trị vì của Hiến Tông. 
Tuy nhiên, những ghi chép về bà được tranh luận là chưa có tính xác thực, có thể đó chỉ là sự bôi nhọ thời Minh mạt.

## Cuộc đời

### Tiểu đáp ứng
Theo Tội duy lục (罪惟錄), tên thật của Vạn Quý phi là Trinh Nhi (貞兒). Bà xuất thân là người Chư Thành (Duy Phường, Sơn Đông), cha là Quan huyện Vạn Quý (万贵), mẹ là Vương thị, gia đình bà phạm tội nên bị lưu đày đến biên cương. Vì thế khi năm 4 tuổi, bà nhập cung hầu hạ Tôn Thái hậu dưới thân phận Tiểu Đáp ứng (小答應) tại Nhân Thọ cung (仁壽宮) - cung điện của Tôn Thái hậu. Khi ấy, Minh Anh Tông bị bắt trong Sự biến Thổ Mộc bảo, Tôn Thái hậu yêu cầu Thành vương Chu Kì Ngọc lên ngôi, tức Minh Đại Tông Cảnh Thái Đế; con trai duy nhất của Anh Tông là Chu Kiến Thâm (sau là Minh Hiến Tông) được ủng lập Hoàng thái tử. Sợ cháu trai rơi vào cảnh cô quạnh xấu hổ, Thái hậu phái cung nữ tin tưởng nhất là Vạn thị làm nhũ mẫu cho Kiến Thâm khi ông đầy 5 tuổi. 
Năm Cảnh Thái thứ 3 (1452), Minh Đại Tông lập con trai của mình là Chu Kiến Tể làm Thái tử, phế bỏ cháu trai Chu Kiến Thâm và giam cầm, chỉ cho phép Vạn thị theo hầu. Tuy bị thất thế, Vạn thị vẫn chăm sóc Phế thái tử rất chu đáo nên Kiến Thâm xem bà là chỗ dựa. Theo truyền thuyết ghi lại, từ nhỏ Kiến Thâm chỉ biết một mình Vạn thị nên đến tuổi trưởng thành, cả hai đã cùng nhau xảy ra chuyện chăn gối.
Năm Cảnh Thái thứ 8 (1457), Minh Anh Tông phát động Binh biến Đoạt môn, phế truất Minh Đại Tông và Thái tử Kiến Thể. Phế thái tử Kiến Thâm được Anh Tông tái lập. Biết con trai làm chuyện xấu hổ với cung nữ thấp hèn, Anh Tông sai người phạt đánh Vạn thị 50 đại bảng, ép buộc tổ chức tuyển phi cho Thái tử, giao Tiền Hoàng hậu, chính thê của Anh Tông và Chu Quý phi, mẹ đẻ của Kiến Thâm phụ trách. Trong đợt tuyển tú, Ngô thị được chọn làm Thái tử phi.

### Hoàng quý phi
Năm Thiên Thuận thứ 8 (1464), Minh Anh Tông băng hà, Thái tử Chu Kiến Thâm kế vị, tức Minh Hiến Tông, tôn mẹ cả Hoàng hậu Tiền thị và mẹ đẻ Quý phi Chu thị đồng vị Hoàng thái hậu, lập Ngô thị làm Hoàng hậu. 
Theo truyền thuyết, Vạn thị thấy vậy liền cảm thấy tủi nhục, bèn than khóc với Hiến Tông là tuy được sủng hạnh nhiều lần nhưng đến giờ vẫn không có danh phận. Minh Hiến Tông động lòng, liền phong Vạn thị làm Quý phi bất chấp phản đối của Chu Thái hậu. Lúc này, Vạn thị đã 36 tuổi. Các anh em trong nhà bà, theo lệ thời Minh đều phong quan chức, đạt đến chức Đô đốc, là Dô chỉ huy Thiên bách hộ (都指挥千百户). Cũng theo một truyền thuyết khác, Ngô Hoàng hậu thấy Vạn phi đắc sủng mà có ý bất kính với mình, bèn gọi ra trách phạt nặng nề. Vạn phi khóc lóc sau đó liền mách lại Hiến Tông, Hoàng đế hết sức bất bình, phế bỏ ngôi Hậu của Ngô thị, giam vào lãnh cung sau 31 ngày sắc phong. Theo cách làm của Minh Hiến Tông, sự việc này có nhiều uẩn khúc, rất có thể là chủ ý hoàn toàn của Hiến Tông, hoặc Vạn Quý phi là vô tình cùng Ngô Hoàng hậu có mâu thuẫn, bị "thuận nước đẩy thuyền" để phế truất Ngô Hoàng hậu. Sau khi phế Ngô thị, Hiến Tông tấn lập Vương thị làm Kế Hoàng hậu. 
Năm Thành Hóa thứ 2 (1466), tháng giêng, Vạn Quý phi hạ sinh Hoàng trưởng tử. Hiến Tông hết sức vui mừng, nhưng một tháng sau hoàng tử bị chết yểu. Nhiều thuyết kể lại do bị trúng gió độc mà chết. Tuy sau đó bà vẫn đắc sủng nhất hậu cung nhưng không hoài thai lần nữa. Năm thứ 12 (1476), tháng 10, ngày Mậu Dần, đại phong hậu cung, lấy Định Tây hầu Tưởng Uyển làm Chính sứ, Lễ bộ Thượng thư kiêm Văn Uyên các Đại học sĩ Vạn An (萬安) kiềm Trì tiết, tuyên sách bảo, Quý phi Vạn thị được sách phong làm Hoàng quý phi. Sách văn viết:
| “                                | 天下之本在國國之本在家二帝三王以來未有家齊而天下不治者也朕率是道以臨萬邦厥有褒升必先內德申錫贊書之美載揚彤管之華庸進錫於徽稱乃克彰於異數貴妃萬氏柔明而專靜端懿而惠和率禮稱詩實稟貞於茂族進規退矩遂冠德於後宮動則聞環佩之音居則視箴圖之戒寵愈加而愈慎譽益顯而益恭副予關睢樂得之心克謹雞鳴儆戒之道相成既久輔助良多是用度越彞章進超位序茲特以金冊金寶加封爾為皇貴妃於戲位亞坤儀峻陟列妃之首明章婦順用刑四方之風惟仁以進賢惟敬以相祀惟謙以崇德惟善以榮身上以奉 慈闈之歡下以增椒寢之慶榮膺顯命永荷嘉祥欽哉. . . . Thiên hạ chi bổn tại quốc, quốc chi bổn tại gia, nhị đế tam vương dĩ lai vị hữu gia tề nhi thiên hạ bất trị giả dã, trẫm suất thị đạo dĩ lâm vạn bang, quyết hữu bao thăng tất tiên nội đức, thân tích tán thư chi mỹ, tái dương đồng quản chi hoa, dung tiến tích vu huy xưng, nãi khắc chương vu dị sổ. Quý phi Vạn thị, nhu minh nhi chuyên, đoan ý nhi huệ hòa, suất lễ xưng thi thật bẩm, trinh vu mậu tộc tiến quy, thối củ toại quan đức vu hậu cung, động tắc văn hoàn bội chi âm, cư tắc thị châm đồ chi giới sủng, dũ gia nhi dũ thận, dự ích hiển nhi ích cung phó, dư quan tuy nhạc đắc chi tâm khắc cẩn, kê minh cảnh giới chi đạo tương thành, kí cửu phụ trợ lương đa, thị dụng độ việt di chương tiến siêu vị, tự tư đặc dĩ kim sách kim bảo gia phong nhĩ vi Hoàng quý phi. Vu hí! Vị á khôn nghi, tuấn trắc liệt phi chi thủ, minh chương phụ thuận, dụng hình tứ phương chi phong, duy nhân dĩ tiến hiền duy kính dĩ, tương tự duy khiêm dĩ sùng đức duy thiện, dĩ vinh thân thượng dĩ phụng từ vi chi hoan, hạ dĩ tăng tiêu tẩm chi khánh vinh, ưng hiển mệnh vĩnh hà gia tường. Khâm tai. | ” |
| — Sách văn Hoàng quý phi Vạn thị | |   |

Năm Thành Hóa thứ 23 (1487), mùa xuân, Hoàng quý phi Vạn thị bị bệnh gan rồi mất, thụy hiệu là Cung Túc Đoan Thận Vinh Tĩnh Hoàng quý phi (恭肅端慎榮靖皇貴妃), an táng ở Thiên Thọ Sơn (天壽山). Theo truyền thuyết, Minh Hiến Tông thương nhớ bà mà nói rằng: “Trinh Nhi đi rồi, ta cũng nhanh đi thôi". Vài tháng sau Hiến Tông hoàng đế cũng băng hà. Thời Hoằng Trị, Ngự sử Tào Lân (曹璘) từng thỉnh truất đi thụy hiệu của Hoàng quý phi, song Minh Hiếu Tông trọng hiếu, nể tình Tiên Đế mà không làm.

## Tranh luận

### Nhiễu loạn triều đình
Sách Hiến Tông thực lục (宪宗实录) trong bộ Minh thực lục có những ghi chép chỉ trích Vạn Quý phi rất vô căn cứ. 
Theo truyền thống, Thực lục là triều sau ghi lại từ triều trước, tức là Minh Hiếu Tông sẽ ghi lại truyền từ thời cha là Minh Hiến Tông. Về thân thế của Hiếu Tông, từ nhỏ nhìn cảnh Vạn Quý phi độc sủng, mẹ đẻ Kỷ Thục phi bị ghẻ lạnh, tự nhiên sẽ sinh ra tâm lý chán ghét Vạn Quý phi, rất có động cơ trong việc tiến hành biên ra những điều bất lợi về bà. 
Có 4 điểm chính mà Hiến Tông thực lục kết tội Vạn Quý phi:
1. Chuyên sủng (专宠): Hiến Tông chuyên sủng Vạn thị mấy chục năm là sự thực, tuy nhiên việc này nếu chỉ trích Vạn thị, thì người đáng bị chỉ trích lại nên là Minh Hiến Tông. Quan niệm Trung Quốc cổ đại, Hoàng đế là quốc gia, ý của Hoàng đế là tự Hoàng đế chịu trách nhiệm, về phương diện hậu cung thì sủng ai, thích ai cũng không thể quản và phản đối. Thực lục liệt kê đây là tội trạng của Vạn thị, điều này rất không công bằng.
2. Phục dụng khí vật cùng cực tiếm nghĩ, tứ phương tiến phụng kỳ kỹ dị vật giai quy chi (服用器物穷极僭儗，四方进奉奇技异物皆归之): đây là nói Vạn Quý phi ăn mặc, vật dụng hàng ngày toàn xa hoa, có thể so với Hoàng đế về độ tinh xảo, đến cống phẩm của các phương hiến cho Hoàng đế cũng đều đến tay bà sử dụng. Thực tế mà nói, Hoàng đế sủng ái ai và cung cấp đồ cho người mình thích vượt hơn bình thường là điều rất điển hình, vì đó là chuyện riêng của Hoàng đế, các cống phẩm do Hoàng đế sở hữu, cất vào kho, dâng lên Thái hậu hay ban cho sủng phi cũng đều do bản thân Hoàng đế quyết định, không ai có quyền chất vấn. Trên thực tế, Vạn Quý phi không có quyển sở hữu những món vật trong cung theo cung quy, chỉ có quyền sử dụng những thứ Hoàng đế ban tặng. Do vậy, việc Vạn Quý phi được Hoàng đế sủng ái mà ăn mặc lẫn vật dụng khác hơn người khác là hoàn toàn bình thường, không phải là tội trạng.
3. Nhất môn phụ huynh đệ chất giai thụ dĩ Đô đốc đô chỉ huy Thiên bách hộ đẳng quan (一门父兄弟侄皆授以都督都指挥千百户等官): đây là ý nói việc các anh em trong nhà Vạn Quý phi đều có tước Đô đốc hàm cao. Đây là chuyện bình thường, vì theo Minh chế, nam duệ trong nhà của phi tần đều có quy định việc hậu đãi tước vị và chức quan, so sánh đãi ngộ trong nhà của Vạn Quý phi vẫn là hợp với quy củ của nhà Minh, không hề có cái gì đặc thù hay thiên vị.
4. Nịnh hạnh xuất ngoại trấn thủ nội bị cung phụng giả, như Tiền Năng, Đàm Cần, Uông Trực, Lương Phương, Vi Hưng…… Giả dĩ cống hiến mãi bạn khoa liễm dân tài…… Thiện tác uy phúc tường hại thiện lương lộng binh cấu họa (佞幸出外镇守内备供奉者，如钱能、覃勤、汪直、梁方、韦兴……假以贡献买办科歛民财……擅作威福戕害善良弄兵构祸): Đây chính là nói đến một truyền thuyết rất phổ biến, cho rằng Vạn Quý phi câu kết với hoạn quan Uông Trực, khiến hắn được Hiến Tông trọng dụng mà thăng quan, lại còn kéo bè phái ra sức hoành hành, hà hiếp nhân dân. Tuy nhiên, những điều này đều hoàn toàn vô căn cứ cả, vì không hề có bằng chứng cụ thể có mối liên hệ giữa Vạn Quý phi cùng những người này. Thời nhà Minh, hoạn quan kéo bè phái, cùng ngoại quan triều đình đấu tranh là chuyện rất phổ biến, quy chụp rồi bôi nhọ nhau diễn ra hằng ngày, cách gán Vạn Quý phi mưu đồ cùng bọn họ, e rằng cũng là một loại chụp mũ. Những người nêu trên đến thời Minh Hiếu Tông phần lớn bị mất hết thế lực, số thì bị trảm mà không quan tra xét, hoàn toàn không có ảnh hưởng cục diện chính trị ghê gớm.

Có thể nhìn tống quan, bản thân nhà Minh, từ Minh Hiếu Tông đến Chu Thái hậu quả thật không có giao hảo tốt với Vạn Quý phi, khi cho biên soạn Minh thực lục có hơi quá lời, song điều này về sau trở thành một "chứng cứ" mà người tìm hiểu lịch sử giai đoạn này đánh giá Vạn Quý phi có sai lệch. Cụ thể như phim ảnh mà nói, rất nhiều phim khắc họa một Vạn Quý phi độc ác điên loạn, tất cả đều dựa vào những gì Minh Hiến Tông thực lục lên án.

### Hại chết phi tần cùng hoàng tự
Theo quan tu soạn Minh sử, phần "Vạn Quý phi truyện" ghi lại rằng Vạn thị là một người tàn độc, dám giết hại phi tần cùng các hoàng tử của Minh Hiến Tông. 
Theo Minh sử viết, Quý phi Vạn thị xinh đẹp đắc sủng nhưng đã ngoài 30 tuổi nên khó lòng mang thai, dù cho có thể mang thai thì bào thai cũng rất yếu, do đó sinh Hoàng trưởng tử được một tháng thì chết yểu, từ đó mất khả năng sinh dục. Vừa mất đi con trai, vừa mất đi tương lai, Vạn Quý phi vô cùng thống hận các phi tần được Minh Hiến Tông sủng ái, đối với những ai mang long thai, bà tàn nhẫn bức ép phá thai hoặc bày kế hại họ sẩy thai. Có lời đồn cho rằng Kỷ Thục phi, phi tần được Hiến Tông ân hạnh bị Vạn thị nhốt vào lãnh cung, trong lúc này sinh Hoàng tam tử Chu Hựu Đường (tức là Minh Hiếu Tông) được Thái giám bế đến. Hiến Tông thấy con trai nên vui mừng khôn xiết, lập làm Thái tử. Vạn thị sợ Kỷ thị phục sủng nên sai người đầu độc chết, sau đó yêu cầu Hiến Tông phế bỏ ngôi vị Thái tử của Hựu Đường. Ngoài ra, trong Liệt truyện này cũng ghi Hoàng nhị tử Chu Hựu Cực do Bách Hiền phi sinh cũng bị Vạn thị sát hại.
Về niên đại, Minh sử là cuốn sử do người thời nhà Thanh biên soạn, độ khả tín tương đối được liệt vào hàng quốc sử, song chuyện giết hoàng tự này ngay cả Hiến Tông thực lục đương đại cũng không ghi lại, đến đây lại đột ngột xuất hiện và gán cho Vạn Quý phi, cũng khiến cho các sử gia hoài nghi. Theo học giả khảo chứng Minh sử, đoạn truyện này xuất từ câu chuyện dã sử mang tên Thắng triều đồng sử thập di kí (胜朝彤史拾遗记), bởi văn tự đều cơ bản giống nhau. Mao Kì Linh (毛奇龄), tác giả cuốn dã sử này cũng là một trong những người tham gia biên soạn Minh sử, mà Thắng triều đồng sử thập di kí lại là xuất từ biên hành Cốc sơn bút trần (谷山笔尘) trong năm Vạn Lịch. Căn cứ Cốc sơn bút trần, câu chuyện dựa vào lời kể của một lão Thái giám ở Nam Kinh, vào thời điểm cách năm Vạn Quý phi mất gần 105 năm, hơn nữa một Thái giám ở Nam Kinh lại nghe chuyện kể lại từ Bắc Kinh nên độ khảo chứng chưa chắc chính xác. 
Trong Minh sử, mục truyện "Kỷ Thái hậu" có ghi lại hành trạng của Kỷ thị rằng:「(Thái hậu) sinh Hiếu Tông, sử Môn giám Trương Mẫn nịch yên, Mẫn kinh viết: "Thượng vị hữu tử, nại hà khí chi?"; 生孝宗，使门监张敏溺焉。敏惊曰：上未有子，奈何弃之。」. Năm Thành Hóa thứ 6, Minh Hiếu Tông ra đời, Kỷ thị sợ mà cầu xin Thái giám Trương Mẫn dìm hoàng tử chết đuối, Trương Mẫn giật mình nói: ["Hoàng đế không có nhi tử, có thể nào làm như vậy!?"]. Nhưng vào năm ấy, căn cứ Minh thực lục, khi đó con trai Bách Hiền phi là Hoàng nhị tử Chu Hựu Cực vẫn còn sống, mãi tận 2 năm sau khi Minh Hiếu Tông ra đời mới quy tiên (Hiếu Tông sinh năm 1470, còn Hựu Cực qua đời năm 1472), cho thấy phát ngôn của Trương Mẫn là rất mâu thuẫn. Bên cạnh việc này, lúc đó Chu Thái hậu, mẹ của Minh Hiến Tông vẫn còn sống, việc sinh hạ Hoàng tử là quốc gia đại sự, dù Hoàng hậu thất sủng thì đương nhiên Hoàng Thái hậu cũng không thể khoanh tay nhìn một phi tần đoạn tử tuyệt tôn hoàng tộc. Thực tế là Minh Hiến Tông cũng có nhiều hoàng tử, hoàng nữ khác do phi tần sinh nên việc Vạn thị độc hại long tự là không có tính xác thực. 
Khi đọc qua chuyện về Vạn Quý phi trong Minh sử, Càn Long Đế phê "Bác bỏ chuyện Vạn Quý phi của Minh Hiến Tông ép các cung phi trụy thai", điều này được ghi lại trong Càn Long ngự phê thông giám (乾隆御批通鑑).

## Trong văn hóa đại chúng
| Năm  | Phim truyền hình               | Diễn viên      |
| 1997 | Thiên sư Chung Quỳ (kịch)      | Lâm Tú Quân    |
| 2001 | Gia đình vui vẻ                | Xa Uyển Uyển   |
| 2011 | Hậu cung (Quyền lực vương phi) | Dương Di       |
| 2011 | Long môn phi giáp              | Trương Hinh Dư |
| 2015 | Y quán tiếu truyện             | Hải Lục        |
| 2015 | Đao hạ lưu nhân                | Khang Hoa      |
| 2020 | Thành Hoá Thập Tứ Niên         | Giả Tịnh Văn   |